# Fallskäret (vid Fränsvik, Larsmo)
Fallskäret är en ö i Finland.  Den ligger i landskapet Österbotten, i den centrala delen av landet, 400 km norr om huvudstaden Helsingfors.
Fallskäret ligger intill Kittsön som är den del av Norra ön. Den skiljs från Kittsön av Kittsöströmmen som till hälften är uppmuddrad för en småbåtshamn. 